# 2009 a kriminalisztikában
Ez a lap 2009 jelentősebb bűnügyeit illetve azokkal kapcsolatos információkat sorol fel.
- február 8. – Magyarország: Egy veszprémi lokálban késelés következtében meghalt Marian Cozma kézilabdázó, ketten pedig megsérültek.[1]

- február 23. – Magyarország: A Pest megyei Tatárszentgyörgyön meggyilkolták a 28 éves Csorba Róbertet és 5 éves fiát.[2]

- április 22. – Magyarország: A Szabolcs-Szatmár-Bereg megyei Tiszalökön megölték a munkába tartó 54 éves Kóka Jenőt.
- június 26. – Elfogták a 2008. november 23-án megölt 14 éves kiskunlacházi lány, Horák Nóra gyilkosát, Pocsai Józsefet.
- augusztus 3. – A Szabolcs-Szatmár-Bereg megyei Kisléta romák lakta részén lakásukban rálőttek a 45 éves Balogh Máriára és 13 éves lányára. Az asszony a helyszínen életét vesztette, a lány életveszélyes sérüléseket szenvedett, amelyek maradandó fogyatékosságot okoztak számára.
- augusztus 21. – A debreceni Perényi 1 szórakozóhelyen elfogták a 2008–2009-es romagyilkosságok tetteseit, Kiss Árpádot, Kiss Istvánt, Pető Zsoltot és az utolsó két támadásnál sofőrként közreműködő Csontos Istvánt.
- szeptember 28. – Megölték Katzenbach Imre magyar labdarúgót és a holttestét Baranyajenő külterületén temették el, melyet 2020-ban találtak meg.
- november 4. – Magyarország: A Bács-Kiskun megyei Tompán egy lovastanyán a kelebiai Szűcs István feszítővassal agyonvert egy idős házaspárt és 41 éves lányukat, majd a két nő holttestét a fiatalabb nő autójának csomagtartójába tette (az idősebb áldozat kezeit össze is kötözte), traktoron hagyta el a tanyát és hazament, a feszítővasat, a szövetkesztyűt (melyet a gyilkosságok idején viselt) és a házban talált értékeket a ház disznóóljában rejtette el, az akkor viselt ruháit elégette. 2011. áprilisában a Szegedi Ítélőtábla aljas indokból, nyereségvágyból, különös kegyetlenséggel, több emberen, védekezésre képtelen személy sérelmére elkövetett emberölés és jármű önkényes elvétele bűntette miatt jogerősen tényleges életfogytiglani szabadságvesztésre ítélte Szűcsöt.
- november 13. – Magyarország: A Debreceni Ítélőszék másodfokon a 8 vádlottból három számára súlyosabb ítéletet – életfogytig tartó szabadságvesztést – hozott az olaszliszkai lincselés néven elhíresült esetben.[3]
- november 26. – Magyarország: Gere Ákos, a Pécsi Tudományegyetem hallgatója az egyik tanórán lövöldözésbe kezdett, minek következtében 1 hallgató meghalt, hárman megsebesültek.[4]